# María Portillo
María Portillo Cruz (Apurímac, 10 de abril de 1972) es una corredora de maratón peruana. Portillo hizo su debut deportivo oficial en los Juegos Olímpicos de verano de 2000 en Sídney, donde se colocó en el trigésimo segundo puesto de cincuenta y cuatro corredores en el maratón femenino, con un tiempo de 2:36:50. 
Ocho años después de competir en sus últimos Juegos Olímpicos, Portillo se clasificó por segunda vez, a los 36 años, en el maratón femenino en los Juegos Olímpicos de Verano 2008 en Pekín. Terminó la carrera en el puesto treinta y nueve por dos segundos detrás de la alemana Melanie Kraus, con un récord nacional y un mejor tiempo personal de 2:35:19.